# Dan Gosling
Daniel Gosling (1 de febrer de 1990) és un futbolista professional anglès que juga de centrecampista, volant dret o lateral dret per l'AFC Bournemouth de la Premier League.